# Alàtir (riu)
|  | Per a altres significats, vegeu «Alàtir». |

El riu Alàtir - Алатырь (rus) - és un riu de Rússia, és un afluent per l'esquerra del Surà. Neix a l'óblast de Nijni Nóvgorod, travessa la República de Mordòvia i desemboca prop de la ciutat d'Alàtir (a la República de Txuvàixia) al riu Surà. Té una llargària de 307 km i drena una conca de més d'11.200 km². Es glaça generalment de novembre fins a abril. Les ciutats principals per on passa el riu són Alàtir i Ardàtov. Els seus afluents principals són el Rúdnia per la dreta i l'Insar per l'esquerra.